# Frayssinet (Lot)
Frayssinet é uma comuna francesa na região administrativa de Occitânia, no departamento de Lot. Estende-se por uma área de 16,83 km². Em 2010 a comuna tinha 311 habitantes (densidade: 18,5 hab./km²).